# Kingston-City
Pour les articles homonymes, voir Kingston et Kingston City (homonymie).
Circonscription électorale fédérale du Canada
Kingston-City est une ancienne circonscription électorale fédérale de l'Ontario, représentée de 1925 à 1953.
La circonscription de Kingston-City est créée en 1924 d'une partie de Kingston. Abolie en 1952, elle est intégrée à la circonscription de Kingston.

## Géographie
En 1924, la circonscription de Kingston-City comprenait:
- La cité de Kingston et le village de Portsmouth

## Députés
| Législature                                     | Années                                          | Député                                          | Député                                          | Parti                                           |
| Kingston-City Circonscription issue de Kingston | Kingston-City Circonscription issue de Kingston | Kingston-City Circonscription issue de Kingston | Kingston-City Circonscription issue de Kingston | Kingston-City Circonscription issue de Kingston |
| ----------------------------------------------- | ----------------------------------------------- | ----------------------------------------------- | ----------------------------------------------- | ----------------------------------------------- |
| 15e                                             | 1925–1926                                       |                                                 | Arthur Edward Ross                              | Conservateur                                    |
| 16e                                             | 1926–1930                                       |                                                 | Arthur Edward Ross                              | Conservateur                                    |
| 17e                                             | 1930–1935                                       |                                                 | Arthur Edward Ross                              | Conservateur                                    |
| 18e                                             | 1935–1940                                       |                                                 | Norman McLeod Rogers                            | Libéral                                         |
| 19e                                             | 1940–1940                                       |                                                 | Norman McLeod Rogers                            | Libéral                                         |
| 19e                                             | 1940-1945                                       | Angus Lewis Macdonald                           |                                                 | Libéral                                         |
| 20e                                             | 1945–1949                                       |                                                 | Thomas Kidd                                     | Progressiste-conservateur                       |
| 21e                                             | 1949–1953                                       |                                                 | William Henderson                               | Libéral                                         |
| Circonscription remplacée par Kingston          |                                                 |                                                 |                                                 |                                                 |